# Pulkkila
Pulkkila este o fostă comună din Finlanda.